# Пицанко (Вербано-Кузио-Осола)
Пицанко је насеље у Италији у округу Вербано-Кузио-Осола, региону Пијемонт.
Према процени из 2011. у насељу је живело 12 становника. Насеље се налази на надморској висини од 1128 м.